# 貝爾維爾 (紐澤西州)
貝爾維爾（Belleville） 是美國紐澤西州艾塞克斯郡的一個城市。據2010年美國人口普查，貝爾維爾有人口35,926人，比2000年普查減少2人，比1990年普查增加1,715人。